# 8745 Delaney
8745 Delaney è un asteroide della fascia principale. Scoperto nel 1998, presenta un'orbita caratterizzata da un semiasse maggiore pari a 2,6526993 UA e da un'eccentricità di 0,0391494, inclinata di 3,64397° rispetto all'eclittica.